# ダニ熱
ダニ熱（だにねつ、英語: tick fever）は、フタゴバベシア(Babesia bigemina)寄生を原因とするウシ、スイギュウの寄生虫病。一宿主性のオウシマダニが吸血時に唾液とともにスポロゾイトを注入することによって感染が成立する。症状は発熱、黄疸、血色素尿であり、まれに運動失調を伴う脳障害（脳バベシア）を示す。血液塗抹やリンパ節のバイオプシーによって原虫を検出することにより診断する。そのほかにELISA、IFA、CFが用いられることもある。Babesia bigeminaの培養は短期培養しか成功していない。